# Bjarne Corydon
Bjarne Corydon (ur. 1 marca 1973 w Kolding) – duński polityk i politolog, parlamentarzysta, w latach 2011–2015 minister finansów.

## Życiorys
W latach 1992–2000 studiował nauki polityczne na Uniwersytecie w Aarhus. Zaangażował się w działalność polityczną w ramach duńskich socjaldemokratów. W 1996 pracował w administracji eurodeputowanych tej partii, od 2000 do 2005 był etatowym doradcą politycznym i ekonomicznym przy kierownictwie ugrupowania. Następnie do 2011 stał na czele departamentu informacji i analiz jako doradca przewodniczącej Socjaldemokraterne Helle Thorning-Schmidt.
W wyborach w 2011 uzyskał mandat posła do duńskiego parlamentu (Folketingetu). Od października 2011 do czerwca 2015 sprawował urząd ministra finansów w dwóch gabinetach, którymi kierowała Helle Thorning-Schmidt. W 2015 z powodzeniem ubiegał się o parlamentarną reelekcję.